# Gouvernement Sigurðardóttir II
République d'Islande
Sigurðardóttir I Gunnlaugsson
Le gouvernement Sigurðardóttir II (Önnur ríkisstjórn Jóhönnu Sigurðardóttur, en islandais) est le gouvernement de la République d'Islande entre le 10 mai 2009 et le 23 mai 2013.

## Coalition et historique

### Formation

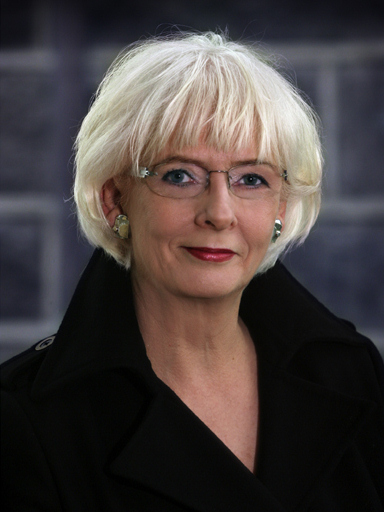
La première ministre Jóhanna Sigurðardóttir

Dirigé par la Première ministre sociale-démocrate sortante Jóhanna Sigurðardóttir, il est soutenu par coalition entre l'Alliance (Sam) et le Mouvement des verts et de gauche (Vg), qui disposent ensemble de 34 députés sur 63 à l'Althing, soit 54 % des sièges.
Il a été formé à la suite des élections législatives anticipées du 25 avril 2009 et succède au gouvernement Sigurðardóttir I, constitué de la même coalition, mais minoritaire à l'Althing car constitué en réaction à la chute du gouvernement du conservateur Geir Haarde, qui réunissait le Parti de l'indépendance (Sja) et la Sam.

### Succession
La coalition est largement défaite au cours des élections législatives du 27 avril 2013. Le 23 mai, l'exécutif cède le pouvoir au gouvernement du libéral Sigmundur Davíð Gunnlaugsson, issu d'une alliance entre le Sja et le Parti du progrès (Fram).

## Composition

### Initiale (10 mai 2009)
- Les nouveaux ministres sont indiqués en gras, ceux ayant changé d'attributions en italique.

| Fonction                                                 | Titulaire | Titulaire                | Parti |
| -------------------------------------------------------- | --------- | ------------------------ | ----- |
| Premier ministre                                         |           | Jóhanna Sigurðardóttir   | Sam   |
| Ministre des Finances                                    |           | Steingrímur J. Sigfússon | Vg    |
| Ministre des Affaires étrangères                         |           | Össur Skarphéðinsson     | Sam   |
| Ministre des Communications                              |           | Kristján Möller          | Sam   |
| Ministre du Commerce                                     |           | Gylfi Magnússon          | Ind   |
| Ministre de l'Éducation                                  |           | Katrín Jakobsdóttir      | Vg    |
| Ministre de la Justice et des Affaires ecclésiastiques   |           | Ragna Árnadóttir         | Ind   |
| Ministre de la Pêche et de l'Agriculture                 |           | Jón Bjarnason            | Vg    |
| Ministre de l'Industrie, de l'Énergie et du Tourisme     |           | Katrín Júlíusdóttir      | Sam   |
| Ministre des Affaires sociales et de la Sécurité sociale |           | Árni Páll Árnason        | Sam   |
| Ministre de l'Environnement                              |           | Svandís Svavarsdóttir    | Vg    |
| Ministre de la Santé                                     |           | Ögmundur Jónasson        | Vg    |

### Remaniement du1eroctobre 2009
- Les nouveaux ministres sont indiqués en gras, ceux ayant changé d'attributions en italique.

| Fonction                                                                 | Titulaire | Titulaire                | Parti |
| ------------------------------------------------------------------------ | --------- | ------------------------ | ----- |
| Premier ministre                                                         |           | Jóhanna Sigurðardóttir   | Sam   |
| Ministre des Finances                                                    |           | Steingrímur J. Sigfússon | Vg    |
| Ministre des Affaires étrangères                                         |           | Össur Skarphéðinsson     | Sam   |
| Ministre des Transports, des Communications et des Collectivités locales |           | Kristján Möller          | Sam   |
| Ministre des Affaires économiques                                        |           | Gylfi Magnússon          | Ind   |
| Ministre de l'Éducation et de la Science                                 |           | Katrín Jakobsdóttir      | Vg    |
| Ministre de la Justice et des Droits humains                             |           | Ragna Árnadóttir         | Ind   |
| Ministre de la Pêche et de l'Agriculture                                 |           | Jón Bjarnason            | Vg    |
| Ministre de l'Industrie, de l'Énergie et du Tourisme                     |           | Katrín Júlíusdóttir      | Sam   |
| Ministre des Affaires sociales et de la Sécurité sociale                 |           | Árni Páll Árnason        | Sam   |
| Ministre de l'Environnement                                              |           | Svandís Svavarsdóttir    | Vg    |
| Ministre de la Santé                                                     |           | Álfheiður Ingadóttir     | Vg    |

### Remaniement du 2 septembre 2010
- Les nouveaux ministres sont indiqués en gras, ceux ayant changé d'attributions en italique.

| Fonction | Titulaire | Titulaire                | Parti |
| --- | --------- | ------------------------ | ----- |
| Premier ministre |           | Jóhanna Sigurðardóttir   | Sam   |
| Ministre des Finances                                                                                                 |           | Steingrímur J. Sigfússon | Vg    |
| Ministre des Affaires étrangères                                                                                      |           | Össur Skarphéðinsson     | Sam   |
| Ministre des Transports, des Communications et des Collectivités locales Ministre de la Justice et des Droits humains |           | Ögmundur Jónasson        | Vg    |
| Ministre des Affaires économiques                                                                                     |           | Árni Páll Árnason        | Sam   |
| Ministre de l'Éducation et de la Science                                                                              |           | Katrín Jakobsdóttir      | Vg    |
| Ministre de la Pêche et de l'Agriculture                                                                              |           | Jón Bjarnason            | Vg    |
| Ministre de l'Industrie, de l'Énergie et du Tourisme                                                                  |           | Katrín Júlíusdóttir      | Sam   |
| Ministre des Affaires sociales et de la Sécurité sociale Ministre de la Santé                                         |           | Guðbjartur Hannesson     | Sam   |
| Ministre de l'Environnement                                                                                           |           | Svandís Svavarsdóttir    | Vg    |

### Changements du1erjanvier 2011
- Les nouveaux ministres sont indiqués en gras, ceux ayant changé d'attributions en italique.

| Fonction                                             | Titulaire | Titulaire                | Parti |
| ---------------------------------------------------- | --------- | ------------------------ | ----- |
| Premier ministre                                     |           | Jóhanna Sigurðardóttir   | Sam   |
| Ministre des Finances                                |           | Steingrímur J. Sigfússon | Vg    |
| Ministre des Affaires étrangères                     |           | Össur Skarphéðinsson     | Sam   |
| Ministre de l'Intérieur                              |           | Ögmundur Jónasson        | Vg    |
| Ministre des Affaires économiques                    |           | Árni Páll Árnason        | Sam   |
| Ministre de l'Éducation et de la Science             |           | Katrín Jakobsdóttir      | Vg    |
| Ministre de la Pêche et de l'Agriculture             |           | Jón Bjarnason            | Vg    |
| Ministre de l'Industrie, de l'Énergie et du Tourisme |           | Katrín Júlíusdóttir      | Sam   |
| Ministre du Bien-être social                         |           | Guðbjartur Hannesson     | Sam   |
| Ministre de l'Environnement                          |           | Svandís Svavarsdóttir    | Vg    |

### Remaniement du 31 décembre 2011
- Les nouveaux ministres sont indiqués en gras, ceux ayant changé d'attributions en italique.

| Fonction                                                                   | Titulaire | Titulaire                | Parti |
| -------------------------------------------------------------------------- | --------- | ------------------------ | ----- |
| Premier ministre                                                           |           | Jóhanna Sigurðardóttir   | Sam   |
| Ministre des Finances                                                      |           | Oddný Harðardóttir       | Sam   |
| Ministre des Affaires étrangères                                           |           | Össur Skarphéðinsson     | Sam   |
| Ministre de l'Intérieur                                                    |           | Ögmundur Jónasson        | Vg    |
| Ministre des Affaires économiques Ministre de la Pêche et de l'Agriculture |           | Steingrímur J. Sigfússon | Vg    |
| Ministre de l'Éducation et de la Science                                   |           | Katrín Jakobsdóttir      | Vg    |
| Ministre de l'Industrie, de l'Énergie et du Tourisme                       |           | Katrín Júlíusdóttir      | Sam   |
| Ministre du Bien-être social                                               |           | Guðbjartur Hannesson     | Sam   |
| Ministre de l'Environnement                                                |           | Svandís Svavarsdóttir    | Vg    |

### Remaniement du1erseptembre 2012
- Les nouveaux ministres sont indiqués en gras, ceux ayant changé d'attributions en italique.

| Fonction                                                 | Titulaire | Titulaire                | Parti |
| -------------------------------------------------------- | --------- | ------------------------ | ----- |
| Premier ministre                                         |           | Jóhanna Sigurðardóttir   | Sam   |
| Ministre des Finances et des Affaires économiques        |           | Oddný Harðardóttir       | Sam   |
| Ministre des Affaires étrangères                         |           | Össur Skarphéðinsson     | Sam   |
| Ministre de l'Intérieur                                  |           | Ögmundur Jónasson        | Vg    |
| Ministre des Industries et de l'Innovation               |           | Steingrímur J. Sigfússon | Vg    |
| Ministre de l'Éducation et de la Science                 |           | Katrín Jakobsdóttir      | Vg    |
| Ministre du Bien-être social                             |           | Guðbjartur Hannesson     | Sam   |
| Ministre de l'Environnement et des Ressources naturelles |           | Svandís Svavarsdóttir    | Vg    |